# 5kid
5kid(본명: 박정현, 1999년 11월 28일 ~ )는 대한민국의 리그 오브 레전드 프로게이머로 아이디는 5kid이다. 포지션은 AD 캐리이며 현재 팀 Aze 소속이다.

## 선수 생활
2019년 1월 20일 아수라에 입단하면서 프로 커리어를 시작했다. 스프링 시즌 팀의 주전 선수로 활동하였다. 팀은 챌린저스 승강전으로 떨어졌지만 팀의 잔류에 기여했다. 서머 시즌에서도 좋은 모습을 보여주었다.
2020시즌을 앞두고 팀을 나왔지만, 다시 입단했다. 스프링 시즌 팀은 챌린저스 승강전으로 떨어졌지만 잔류에 성공했다. 서머 시즌에서도 좋은 모습을 보여주면서 팀의 포스트시즌 진출에 기여했다.
2021시즌을 앞두고 KT 롤스터의 2군팀에 입단했다. 2021 서머 2라운드를 앞두고 1군팀으로 콜업되었다. 콜업된 이후 팀의 주전 원딜러로 활동했다.
2022시즌을 앞두고 팀 Aze에 입단했다.

## 소속팀
| # | 팀명      | 소속 기간             | 소속 리그 | 비고 |
| - | --------- | --------------------- | --------- | ---- |
| 1 | 아수라    | 2019.01.20~2020.02.06 | CK        |      |
| 2 | 러너웨이  | 2020.03.26~2020.09.15 | CK        |      |
| 3 | KT 롤스터 | 2020.11.30~2021.12.22 | LCK       |      |
| 4 | 팀 Aze    | 2021.12.22~           | LLA       |      |